# シロンスクのヤドヴィガ
シロンスクのヤドヴィガまたはアンデクスのヘートヴィヒ（ポーランド語：Jadwiga Śląska / ドイツ語：Hedwig von Andechs / ラテン語：Hedvigis, 1174年 - 1243年10月15日）は、カトリック教会の聖女。シレジア（シロンスク）の守護聖人として知られる。

## 生涯

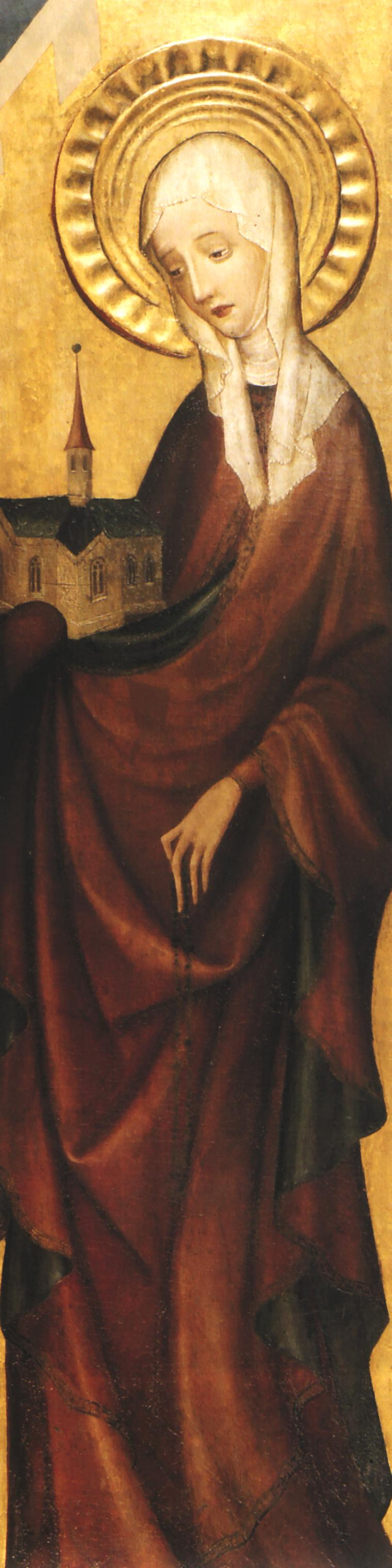
教会を抱えた姿で描かれたヤドヴィガ

アルトバイエルンのアンデクス城に生まれた。父はアンデクス伯兼メラーン公ベルトルト4世、母はヴェッティン家の一員であるアグネス・フォン・ロホリッツ。妹にはフランス王フィリップ2世の妻アグネス（アニェス）、ハンガリー王アンドラーシュ2世の妻ゲルトルートがおり、ゲルトルートの娘でテューリンゲン方伯ルートヴィヒ4世の妻エルジェーベトも聖女となった。フランケン地方のルッツィンゲンにあるベネディクト会の女子修道院で教育を受けた。
12歳でヤドヴィガはポーランドのシロンスク公ヘンリク1世と結婚したが、ヘンリク1世は1233年にポーランド君主となった。1238年にヘンリク1世が死んだ時、彼はトシェブニツァにあるシトー会の修道院に埋葬された。この修道院は1202年にヤドヴィガの頼みでヘンリク1世が建てたものだった。未亡人となった彼女は、娘の一人を連れて夫が眠るこの修道院に入った。1241年には、父の後を継いでポーランド君主となっていた息子ヘンリク2世がレグニツァの戦いで戦死するという悲劇に見舞われた。1243年にヤドヴィガは亡くなって住んでいた修道院に埋葬されたが、聖遺物は故郷のアンデクス修道院に保存されている。
ヤドヴィガと夫ヘンリク1世は非常に敬虔な生活を送り、特にヤドヴィガは信仰熱心であった。彼女はいつも貧者を助け、冬でも裸足で歩き、ローマ教会に全財産を寄付して最後には無一文となった。死後24年が経過した1267年、ヤドヴィガは列聖された。1773年、プロイセン王フリードリヒ2世はベルリンにザンクト・ヘートヴィヒ聖堂を建てた。この聖堂は現在、シロンスクから移住してきたベルリン大司教区内のカトリック教徒たちの母教会となっている。

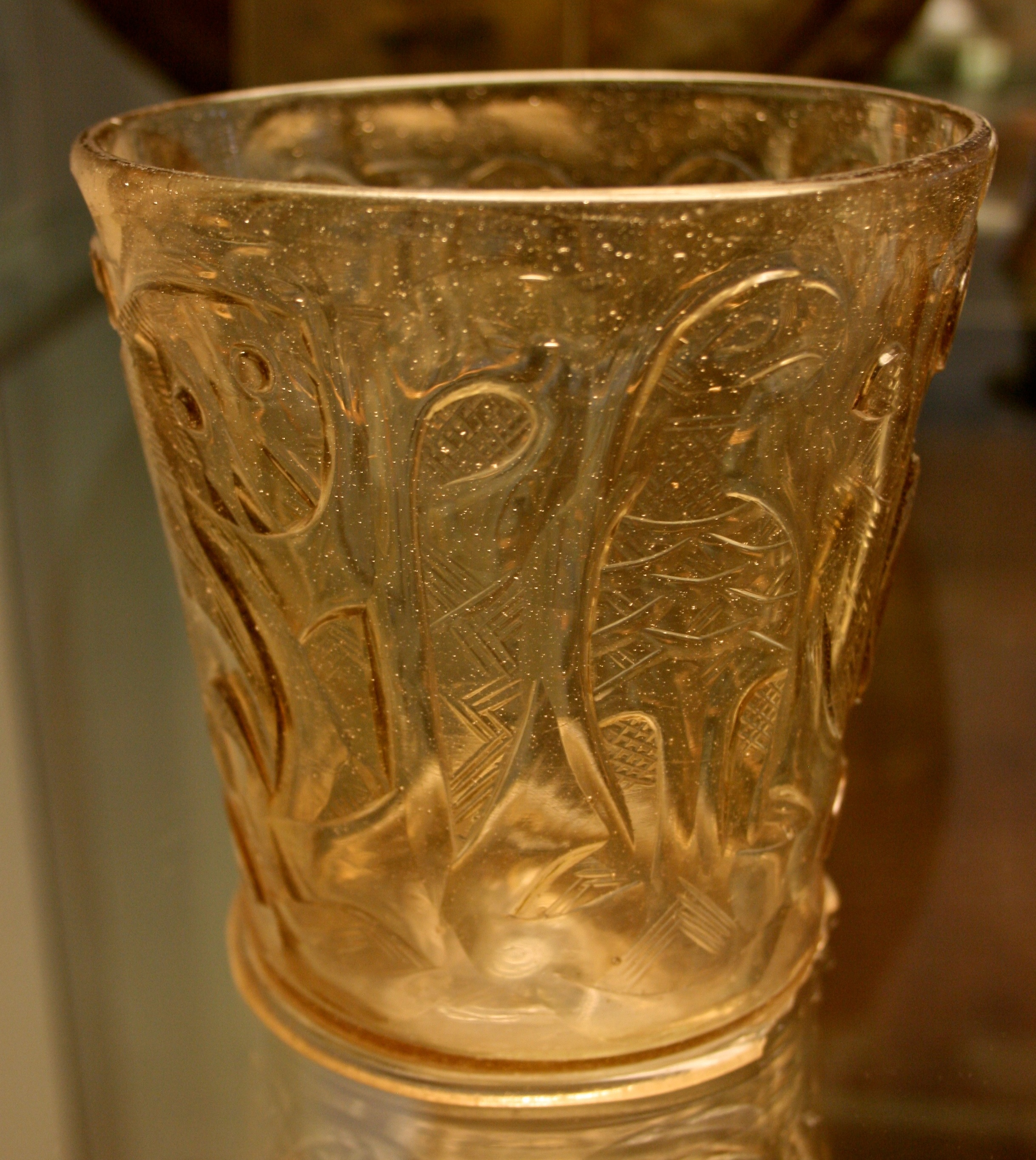
聖女が水をワインに変えた奇蹟を行ったとされるグラス (大英博物館所蔵)